# Balzo–Orsini Katalin copertinói grófnő
Tarantói Katalin (olaszul: Caterina di Taranto vagy családnevén Caterina Orsini del Balzo; 14. század vége – 1430 körül), Copertino grófnője, Rajmund tarantói herceg és Enghieni Mária egyik leánya, János Antal, Taranto hercegének testvére. Férje Chiaromontei Trisztán volt, akitől több gyermeke is született, köztük a későbbi Izabella nápolyi királyné, Aragóniai Beatrix magyar királyné anyja.

## Élete
Enghieni Mária castrói grófnő, későbbi nápolyi királyné, valamint Balzo–Orsini Rajmund tarantói, andriai és bari herceg leánya.

## Gyermekei
Férje egy francia családból (nevük: de Clermont-Lodeve) származó lovag, Trisztán (Bertalan) (1380 körül–1432/3/41), Copertino (Cuppertino) grófja volt, mely rangot a férfi mint hitvese hozományának részét kapta meg.
A házaspárnak négy gyermeke született:
- Chiaromontei Izabella grófnő (1424–1465), aki később I. Ferdinánd nápolyi király felesége lett, akinek összesen hat gyermeket szült. (Alfonz, Eleonóra, Frigyes, János, Beatrix és Ferenc) Kisebbik leányuk, Beatrix hercegnő 1476. december 22-én feleségül ment Hunyadi Mátyás magyar és cseh királyhoz, annak halála (1490) után pedig 1491-ben II. (Jagelló) Ulászló magyar és cseh uralkodó hitvese volt, ám a király kérésére a pápa 1500-ban semmissé nyilvánította a frigyet, melyet állítólag el sem háltak, s melynek megkötésénél a szertartást celebráló pap állítólag Ulászló parancsára direkt pontatlanul fogalmazta meg az ünnepi szöveget. (Így akart a király később indokot találni a pápa előtt arra, hogy megfelelő alapot szolgáltasson a Szentatya számára az annullálás véglegesítéséhez.) 1501-ben Beatrix visszatért Nápolyba, és 1508. szeptember 23-án, 50 évesen ott is hunyt el, gyermektelenül. Többé már nem ment férjhez.
- Chiaromontei Sancia grófnő, Nardò úrnője, aki 1436-ban Andria 3. hercegének, II. (Balzo) Ferencnek lett a hitvese.